# نظام الفولتية الضوئية المركزة الحرارية
كان الجمع بين تقنية الخلايا الفولتية الضوئية (PV) والتكنولوجيا الحرارية الشمسية والمكثفات الشمسية العاكسة أو الانكسارية خيارًا جذابًا للغاية للمطورين والباحثين منذ أواخر السبعينيات وأوائل الثمانينيات. والنتيجة هي ما يُعرف بنظام الفولتية الضوئية المركزة الحرارية concentrated photovoltaic thermal (CPVT) ، وهو مزيج هجين من الأنظمة الفولتية الضوئية المركزة (CPV) concentrated photovoltaic ،والأنظمة الفولتية الضوئية الحرارية(PVT) photovoltaic thermal .    
يتكون النظام الفولتية الضوئية المركزة الحرارية (CPVT) من أربعة أجزاء بما في ذلك جهاز الامتصاص والمُركّز ومتعقب الإشعاع الشمسي والممتص الحراري. 

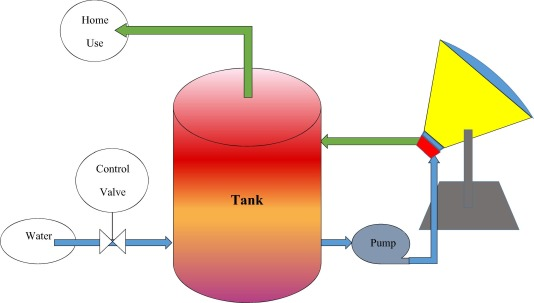
التخطيطي لنظام الكهروضوئية المركزة الحرارية مع التهوية النشطة.

نظرًا لأن نظام''' الفولتية الضوئية المركزة الحرارية''' يتعامل مع أشعة الحزمة ، يجب أن يتبع الممتص والمركـّز موضع الشمس ليكون عموديا على سقوط الأشعة بغرض تعظيم إشعاع الحزمة الساقطة. من أجل تركيز الأشعة ، يمكن استخدام تقنيتين رئيسيتين لعدسة فرينل ومركزات القطع المكافئ. 

## الفرق بين الفولتية الضوئية المركزة CPV و الفولتية الضوئية المركزة الحرارية CPVT
في الأنظمة الكهروضوئية المركزة (CPV) يختلف عن النظام الفولتية الضوئية PV حيث يتركز الإشعاع الشمسي على الخلايا الكهروضوئية لتوليد كهرباء إضافية من الألواح المسطحة العادية.  تتمثل عيوب نظام الفولتية الضوئية المركز في زيادة شدة الأشعة ، وبالتالي تزداد درجة الحرارة وبالتالي تقلل الكفاءة الكهربائية للخلية.  تشمل القيود الأخرى لنظام CPV نطاق تطبيق محدود  ومتطلبات التبريد الفعال للخلايا الكهروضوئية (الفولتية الضوئية المركزة).  للتغلب على القيود المذكورة أعلاه ، تم تعديل أنظمة الفولتية الضوئية المركزة للاستفادة من الطاقة الحرارية ويطلق عليها اسم أنظمة الطاقة الفولتية الضوئية المركزة الحرارية (CPVT). مثل نظام الفولتية الضوئية المركزة CPV ، يستخدم CPVT أيضًا عناصر بصرية منخفضة التكلفة ومتوافقة مع الخلايا متعددة الوصلات. يتم تقليل مساحة الخلية الفولتية الضوئية بسبب تركيز العنصر البصري. يتم استخدام الحرارة المتولدة على الخلية الكهروضوئية بسبب تركيز الأشعة في عملية حرارية. 

## مكونات نظام الفولتية الضوئية المركزة الحرارية
تتكون الأنظمة المركز الحرارية CPVT من أربعة أجزاء وهي كالتالي:

### متعقب الطاقة الشمسية
جهاز تعقب الطاقة الشمسية هو جهاز يغير موضع الوحدة الشمسية بحيث أن تكون الأشعة الساقطة متعامدة على السطح. ففي تصميم المتعقب الشمسي ، يجب تقدير موقع الشمس والأرض في فترة عام.

### العاكسات
المواد التقليدية للعاكسات هي الألمنيوم المؤكسد. ومع ذلك ، فإن أحد عيوب ذلك هو أنه عندما يتم إنشاء عاكس كبير ، يبدأ هيكل الألومنيوم في الانحراف عن خصائصه الرئيسية التي تسبب انخفاضًا في سطح العاكس.

### الخلايا الشمسية
لقد ثبت أن الخلايا الكهروضوئية متعددة الوصلات مناسبة بشكل خاص لنظام التركيز حيث يمكن تركيز ضوء الشمس من خلال العدسات أو المرايا في خلية أصغر بكثير ، حيث تكون مساحة الخلية عندة سنتيمترات مربعة ، وتكون مصفوفة بجانب بعضها البعض بأعداد كبيرة في المجمعات .

### التهوية
إجراءان رئيسيان لتهوية مجمعات الطاقة الشمسية هما التهوية النشطة والتهوية السلبية. مع التهوية السلبية ، تنتقل الحرارة المتولدة في سطح المجمع إلى الهواء عن طريق المشتت الحراري وتضيع. أما مع التهوية النشطة ، يمكن استخدام الحرارة لأغراض التبريد أو التدفئة. لذلك تعمل التهوية النشطة على تحويل نظام CPV إلى النظام الحراريCPVT.